# William Kenrick (1774-1829)
 (décembre 2019).
Pour les articles homonymes, voir William Kenrick (homonymie).
William Kenrick (21 janvier 1774 - 22 octobre 1829) est un avocat et homme politique anglais.

## Biographie
Il est le fils aîné du révérend Jarvis Kenrick et de son épouse, Dorothy Seward. Il fait ses études au Trinity College de Cambridge et est admis au barreau en 1800 au Middle Temple. En 1812, il épouse Frances Ann, fille de Robert Mascall de Sussex; ils ont 1 fils et 3 filles .
Il exerce la profession d'avocat sur le circuit intérieur et lors des sessions de Surrey .
Son oncle paternel John Kenrick, en 1779 achète le patronage de l'arrondissement de Bletchingley dans le Surrey à leur cousin Sir Robert Clayton (3e baronnet). Lorsque John meurt en 1799, Jarvis Kenrick lui succède dans le patronage et, aux Élections générales britanniques de 1806, fait élire son fils William comme député de Bletchingley .
En 1809, William hérite du patronage de son père et continue à se rendre au Parlement. Il est maître de la maison du roi de 1810 à 1812, et siège pour Bletchingley jusqu'en 1814, date à laquelle il démissionne de son siège et en 1816, il vend le patronage de Bletchingley pour 60000 £. Il achète ensuite un domaine près de Dorking .